# Laguna de Gómez
Pour les articles homonymes, voir Gómez.
La Laguna de Gómez est une surface d'eau d'une superficie variant entre 3 900 et 6 200 hectares, située en Argentine, dans le partido de Junín de la province de Buenos Aires. Elle se trouve à une altitude de 75 mètres, sur le cours supérieur du río Salado.
Depuis l'année 2000, elle est régulée grâce à un système de canaux et de vannes afin de 
prévenir les inondations. L'eau arrive depuis la Laguna Mar Chiquita, située non loin en amont sur le río Salado, et continue jusqu'à la Laguna El Carpincho, via le lit du río Salado canalisé.
La Laguna de Gómez a une forme en « Y », c’est-à-dire trois bras.  Le bras sud-ouest est le plus long (il dépasse 10 km) et s'introduit légèrement dans le partido de Lincoln par le biais de la Laguna El Salado, connectée directement. C'est la zone restée la plus naturelle de la lagune, accessible seulement par des chemins de terre.
Le bras nord n'a que 4 km de long, mais c'est lui qui reçoit les eaux de la Laguna Mar Chiquita. Dans sa partie médiane, il est franchi par le chemin de fer et la route nationale No 7, les deux en direction de Mendoza.
Le bras sud-est enfin a 6 km de long.  A l'extrémité de ce bras se trouve le parc naturel Laguna de Gómez, principale attraction touristique de la ville de Junín et de la région. C'est l'endroit le plus accessible de la lagune. Ce bras est atteint par une des extrémités de la ville de Junín. C'est sur ce bras que se trouve le barrage qui régule la quantité d'eau de la Laguna de Gómez. L'eau, après avoir quitté la lagune se dirige par la canalisation du río Salado vers la Laguna El Carpincho et continue ultérieurement son cours jusqu'à l'embouchure du fleuve dans la baie de Samborombón, 600 km plus loin.
En dehors du domaine du parc, la lagune s'utilise presque exclusivement pour la pêche, spécialement du pejerrey. Annuellement se déroule la Fiesta Provincial del Pejerrey, évènement sportif auquel participent de nombreux pêcheurs étrangers.